# Пантелеевка (Тюменская область)
Пантелеевка — деревня в Упоровском районе Тюменской области России. Входит в состав Крашенининского сельского поселения.

## География
Деревня находится на юго-западе Тюменской области, в пределах юго-западной части Западно-Сибирской низменности, в лесостепной зоне. Расположена на правом берегу реки Емуртла. Расстояние до села Крашенинино 2,5 км,  районного центра села Упорово 52 км, города Заводоуковска 97 км (через Суклём – Горюново - 40 км), областного центра  города Тюмени 191 км (через Суклём - Горюново - 140 км).

### Климат
Климат континентальный с холодной продолжительной зимой и тёплым относительно коротким летом. Средняя температура воздуха самого холодного месяца (января) — −18,7 °C (абсолютный минимум — −47,3 °C); самого тёплого месяца (июля) — 18 °C (абсолютный максимум — 38,4 °С). Безморозный период длится в среднем 111 дней. Среднегодовое количество атмосферных осадков составляет 181—469 мм, из которых 70 % выпадает в тёплый период. Продолжительность залегания снежного покрова составляет в среднем 164 дня.

### Часовой пояс
Деревня Пантелеевка, как и вся Тюменская область, находится в часовой зоне МСК+2. Смещение применяемого времени относительно UTC составляет +5:00.

## История
Впервые упоминается в 1867 году на карте Ялуторовского округа . Жили в ней переселенцы из губерний: Воронежской, Казанской, Киевской, Костромской, Псковской, Орловской.
С 1867 года деревня входила в состав Пятковской волости Ялуторовского уезда, с 1919 - Талицкого сельсовета Пятковской волости, с 1924 - Емуртлинского района. С 14.05.1963 года в составе Крашенининского сельского поселения.
- Деревня Пантелеевка относилась к приходу Ильинской церкви села Большаковского[7].
- В 1933 году организован колхоз им. Чапаева, в 1950-е годы вошел в состав колхоз им. Маленкова. В советское время в деревне были: овцеферма, коровник, конный двор, мельница, начальная школа, клуб [3].

## Население
| 1897 | 1926 | 1989. | 2002 | 2010 | 2021 |
| 235  | 154  | 40    | 34   | 39   | 18   |

| 2010 |
| ---- |
| 39   |

### Половой состав
По данным Всероссийской переписи населения 2010 года в половой структуре населения мужчины составляли 46,2 %, женщины — соответственно 53,8 %.

### Национальный состав
Согласно результатам переписи 2002 года, в национальной структуре населения русские составляли 76 % из 34 чел.

## Галерея

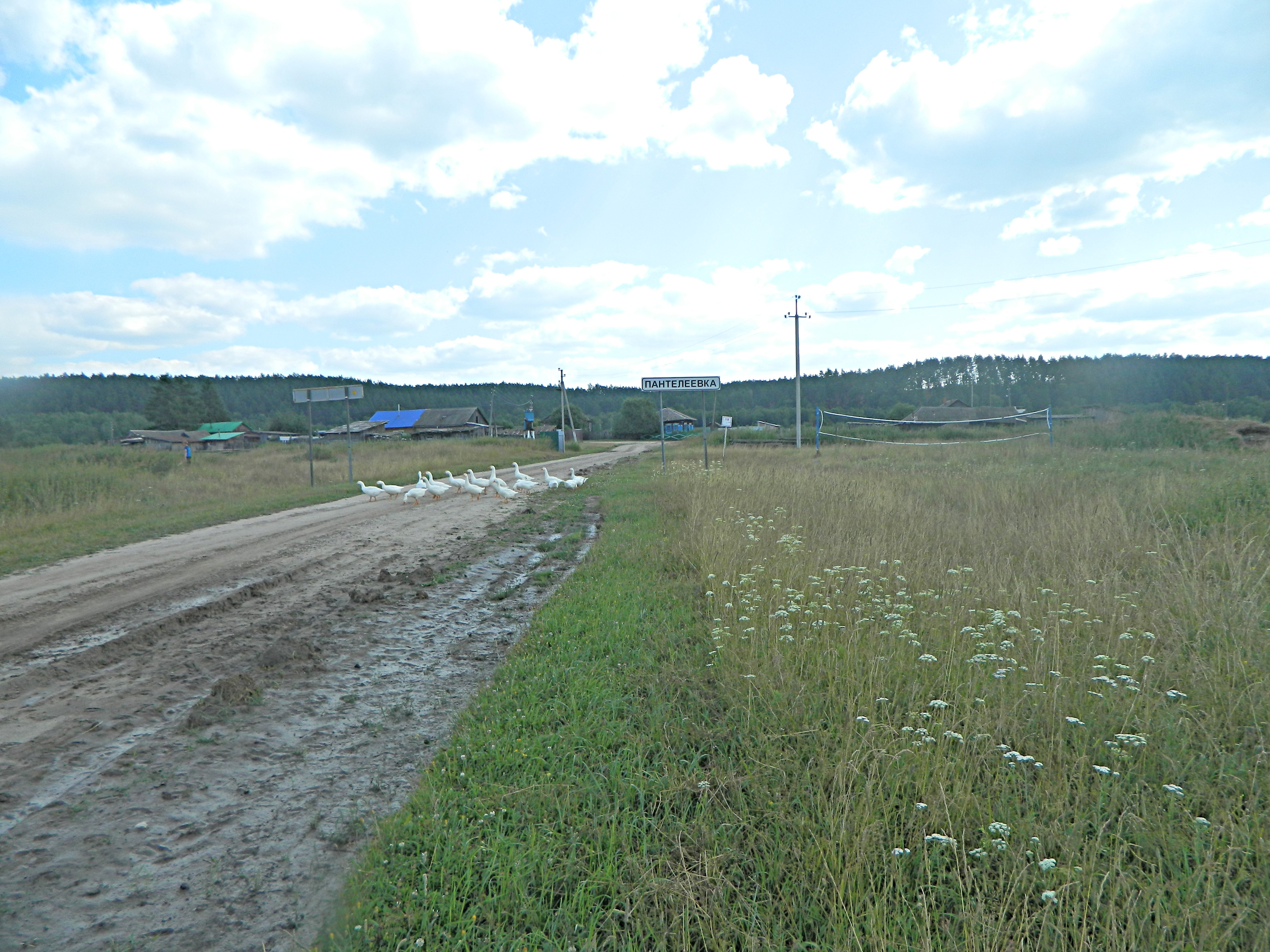
Въезд в д. Пантелеевка, Упоровский район
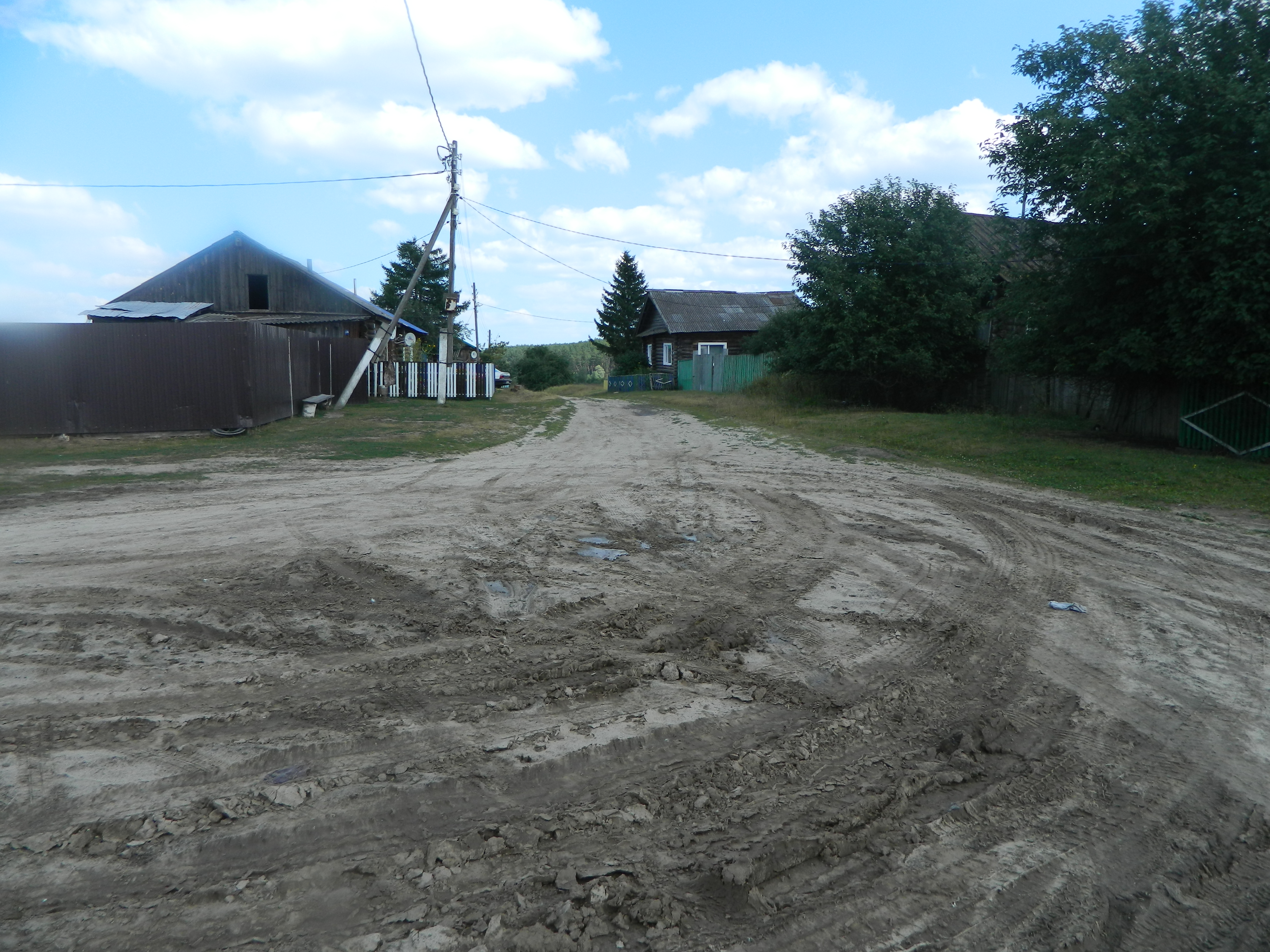
д. Пантелеевка, Упоровский район
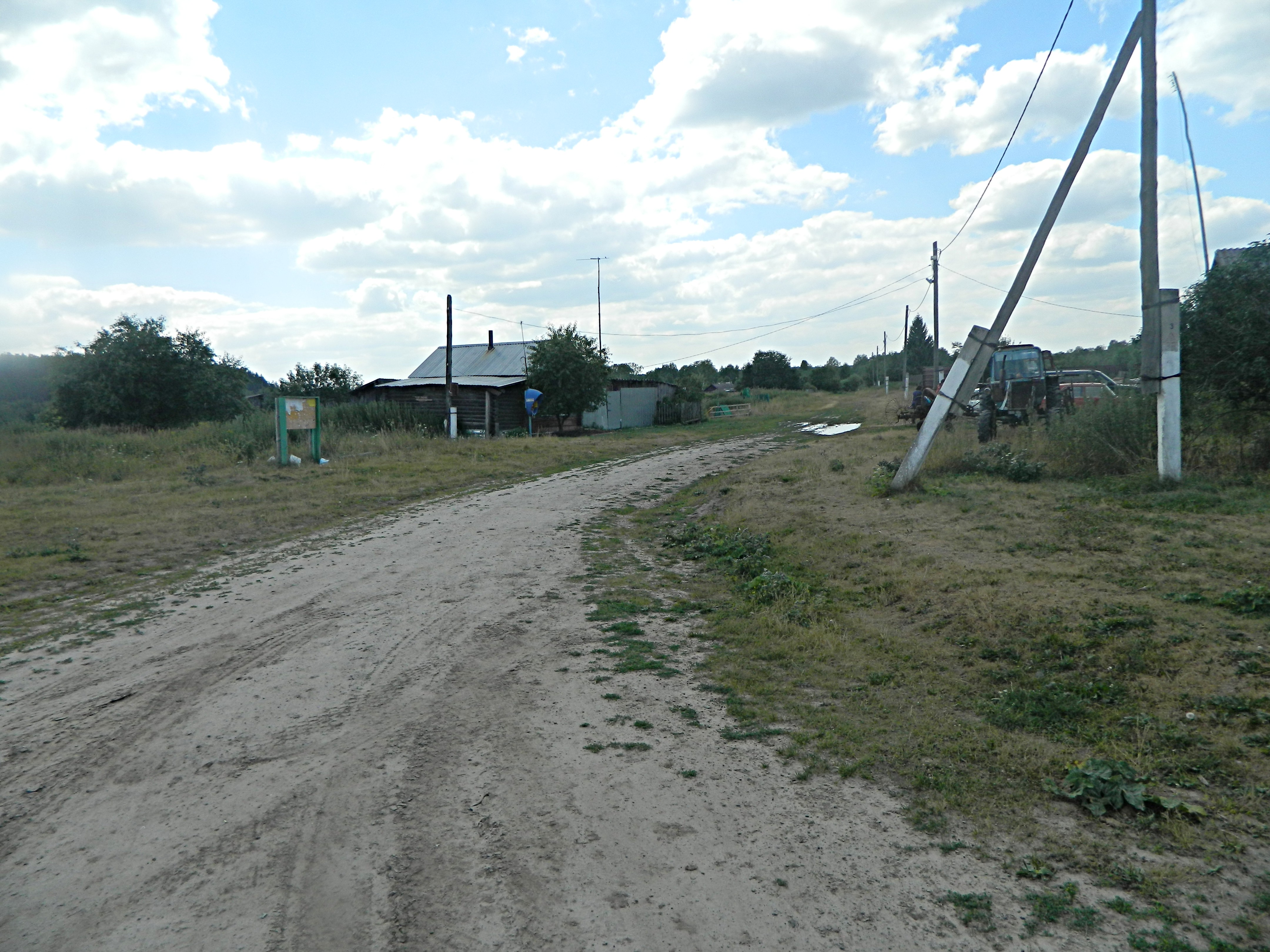
д. Пантелеевка, Упоровский район
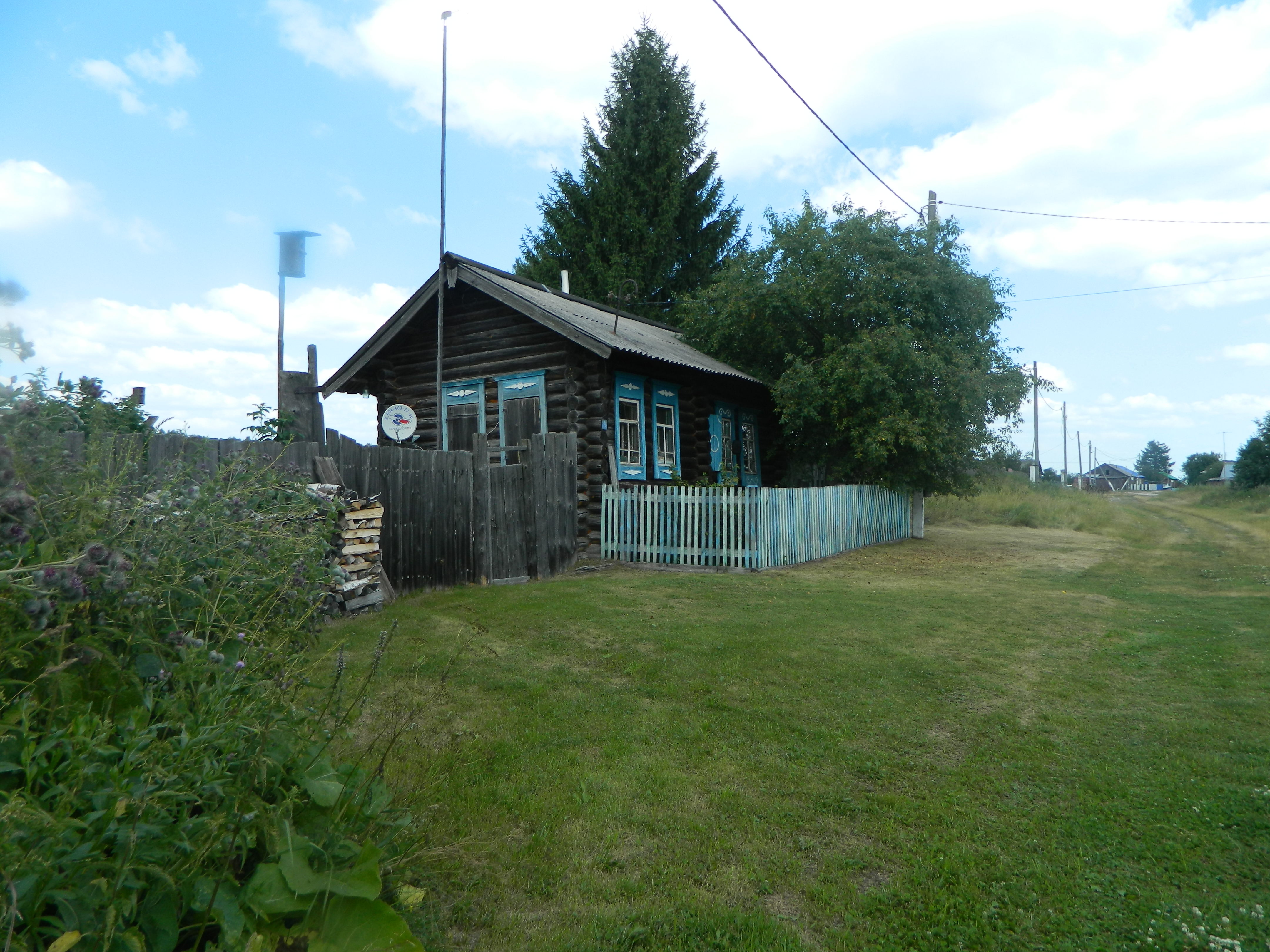
д. Пантелеевка, Упоровский район
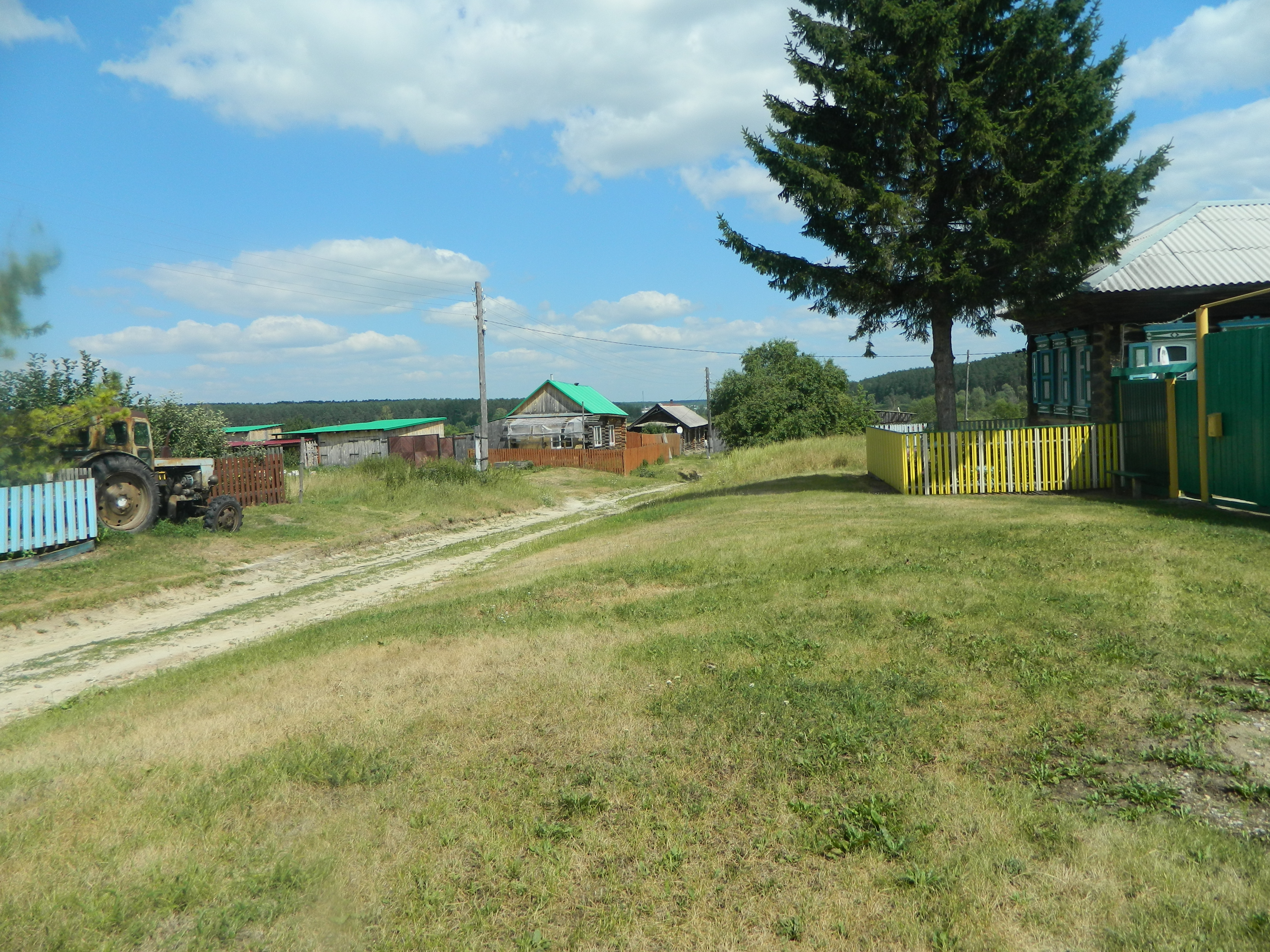
д. Пантелеевка, Упоровский район
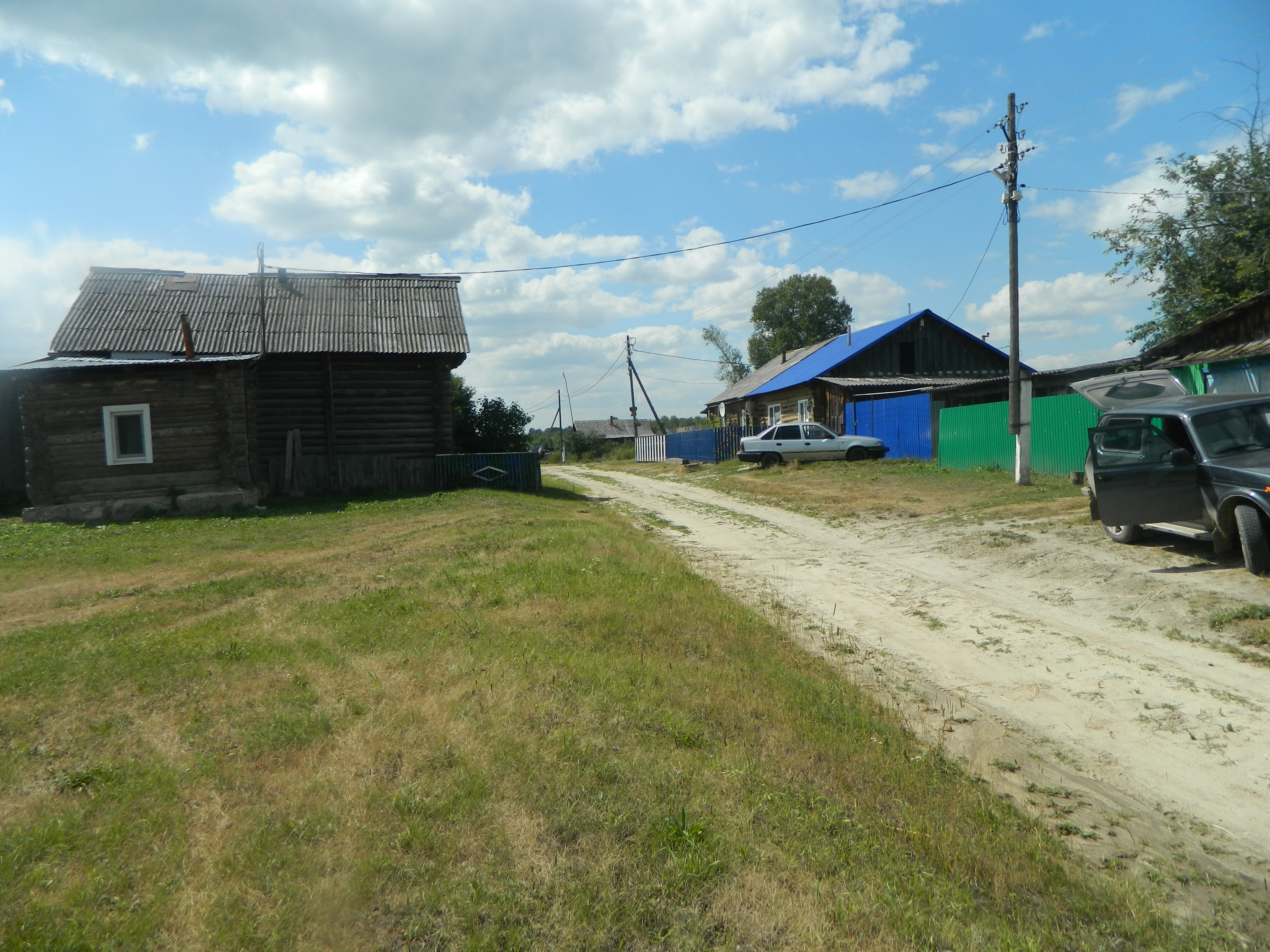
д. Пантелеевка, Упоровский район
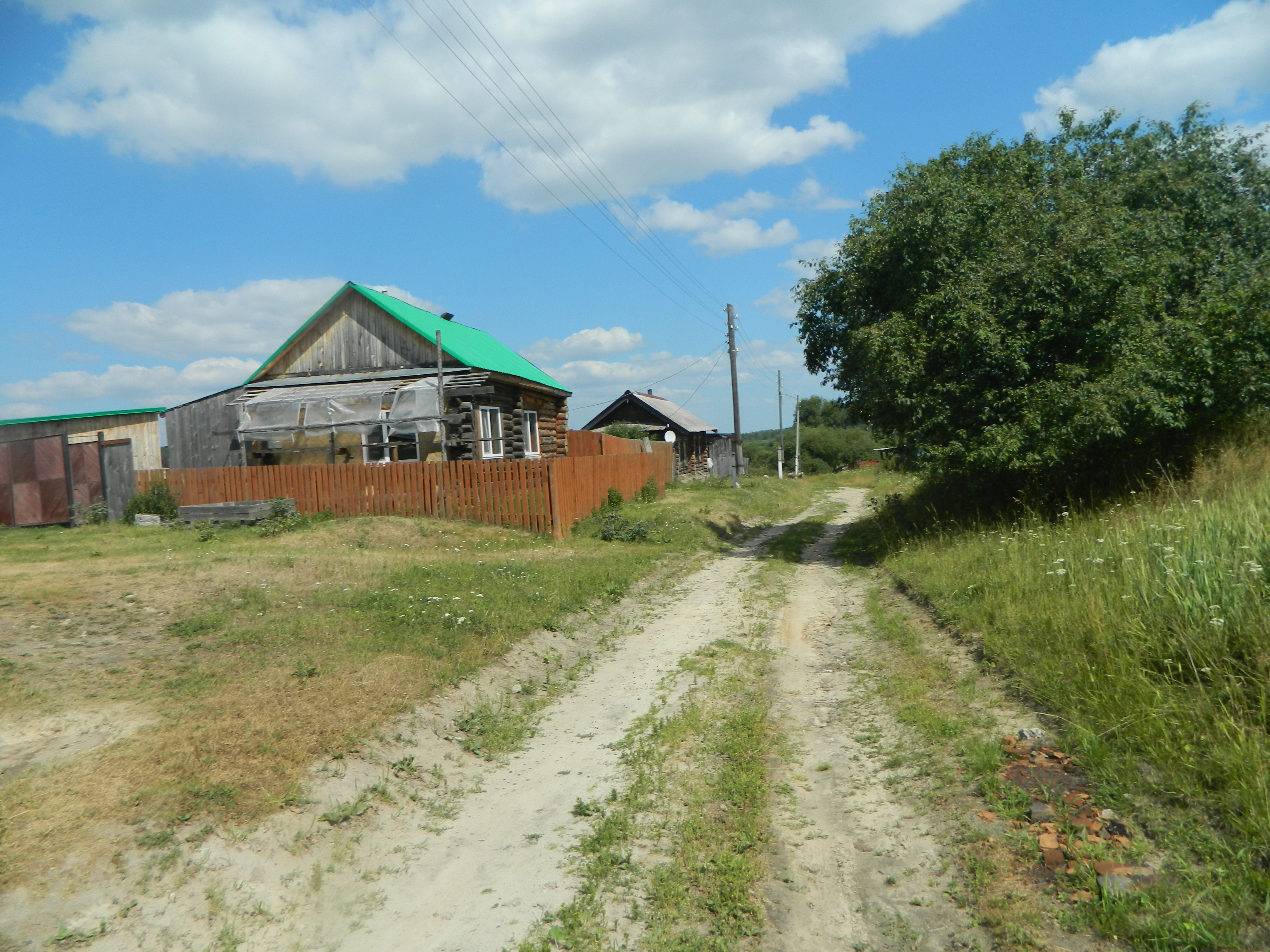
д. Пантелеевка, Упоровский район